# Limnos
Limnos (tiếng Hy Lạp: ?) là một khu tự quản ở vùng Bắc Egeo, Hy Lạp. Khu tự quản Limnos có diện tích 478 km², dân số theo điều tra ngày 18 tháng 3 năm 2001 là 17545 người.